# J Records
J Records a fost o casă de discuri din Statele Unite ale Americii deținută și operată de Bertelsmann Music Group până când a fost transferată la Sony Music Entertainment când au achiziționat toate casele de discuri ale BMG la sfârșitul lui 2008 la sfârșitul fuziunii lor. A fost distribuită prin RCA Music Group. Casa a fost fondată în 2000 de Clive Davis și a fost dizolvată în RCA Records în 2011.

## Artiști

### Muzicienii aflați sub contract la data desființării[1]
- Alicia Keys
- BC Jean
- CJ Hilton
- D'Angelo
- Elle Varner
- Fantasia
- Jamie Foxx
- Jazmine Sullivan
- Krista
- Leona Lewis
- Mario
- Marsha Ambrosius
- Mike Posner
- Monica
- O-Town
- Pitbull
- Rod Stewart
- SOiL
- Travis Porter
- Yung Joc
- Pearl Jam

### Anterior
- Maroon 5
- Busta Rhymes